# غريس تشن
غريس تشن (بالصينية: 陳凱琳) (و. 1991  م) هي ممثلة كندية، ولدت في هونغ كونغ البريطانية، شاركت في Miss Hong Kong 2013 ‏.
.

## التعليم
تعلمت في جامعة سايمون فريزر.

## جوائز
حصلت على جوائز منها:
- Miss Hong Kong Pageant [الإنجليزية]‏.